# Cayes-Jacmel
Ne doit pas être confondu avec Les Cayes (ville) ou Les Cayes (arrondissement).

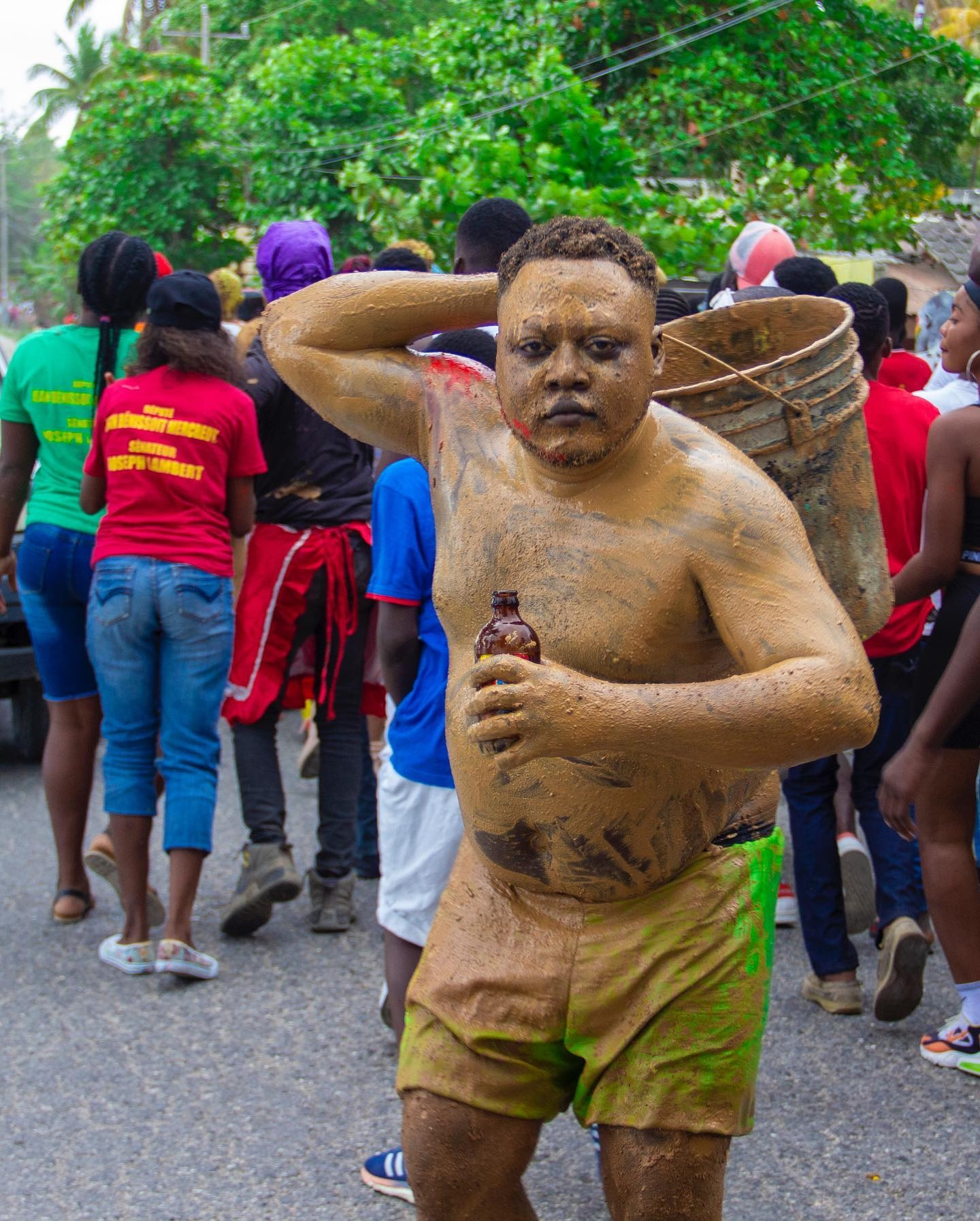
Carnaval a Cayes-Jacmel en 2021

Cayes-Jacmel (Kay Jakmèl en créole) est une commune d'Haïti, située à une dizaine de kilomètres de Jacmel dans le département du Sud-Est, arrondissement de Jacmel. Elle est bornée au nord et à l'ouest par la commune de Jacmel, au sud par la mer des Antilles et à l'est par la commune de Marigot.

## Démographie
La commune est peuplée de 40 230 habitants (recensement par estimation de 2012).

## Histoire
Vers 1536, les colons espagnols envisagèrent la construction de villes dans la colonie. La topographie de cayes-jacmel fut étudiée en vue de l'implantation d'un port commercial. Le capitaine Jacques de Mélo qui était à bord découvrit que la zone était plaine de Cayo mot espagnol décrivant des petites îles plates et sablonneuses caractéristique de la mer des Antilles et du golfe du Mexique généralement recouvertes de mangroves. Ce fut lors cette prospection qui baptisa de son nom Cayes de Jacmel.
En 1714 est créée la deuxième paroisse de l'arrondissement. Dans les années 1817 sur demande du Député Pierre Mayard Cayes-Jacmel devient un quartier de Marigot.
Le 19 août 1891, le député Saint-Paul dépose un projet de loi pour y ériger un poste militaire.
Le 12 janvier 1934 cayes-jacmel fut élevé au rang de communes sur la demande du Député Jean-Baptiste Arthur Mégie.

## Administration
La commune est composée des quatre sections communales :
- Ravine-Normande ;
- Gaillard ;
- Haut-Cap-Rouge ;
- La Selle de Fond-Melon.

### Monuments et sites
Le fort Ogé fait partie d'une vingtaine d'ouvrages militaires construits sur le territoire d'Haïti après l'indépendance en 1804 : ce système défensif était dirigé contre un éventuel retour des Français, anciens maîtres de la colonie de Saint-Domingue. Le Fort Ogé a été construit sous la direction du général Magloire Ambroise. Les ruines du fort sont situées dans la section communale de Cap-Rouge. Son nom évoque Vincent Ogé, l'une des figures de la révolution haïtienne.

## Économie
La ville abrite également des artistes et des artisans. On fabrique des "cancans", des petites chaises et des "dodines" à partir d’un bois appelé "trichilia mirta". On y fabrique également des maquettes de bateau en acajou.
L'économie locale repose également sur la culture du café et des agrumes comme le citron vert[réf. nécessaire].
L'extraction et l'exploitation de la bauxite contribue à l'économie locale.

## Personnalités liées à la commune
- Jacques Adler Jean-Pierre, poète, comédien et journaliste née en 1977 ;
- Renold Elie recteur de l’université d’état d’Haïti ;
- Jean Hector Anacacis (sénateur de la république, politicien).